# 第20回ゴールデンラズベリー賞
第20回ゴールデンラズベリー賞は、第72回アカデミー賞授賞式前日の2000年3月25日にサンタモニカのシェラトン・ホテルで授賞式が行われた。
例年の授賞部門に加え、2000年を記念した特別部門「20世紀最低主演男優賞」、「20世紀最低主演女優賞」、「1990年代最低作品賞」、「1990年代最低新人俳優賞」も発表。また、ロバート・コンラッドがかつて主演していた1960年代の名作テレビシリーズ『ワイルド・ウェスト』（The Wild Wild West）を上映し、今回最多ノミネートとなったリメイク版『ワイルド・ワイルド・ウェスト』の出来をネタにする一幕もあった。

## 受賞とノミネートの一覧
受賞は太字、それ以外はノミネートである。

### 最低作品賞
- ビッグ・ダディ
- ブレア・ウィッチ・プロジェクト
- ホーンティング
- スター・ウォーズ エピソード1/ファントム・メナス
- ワイルド・ワイルド・ウェスト

### 最低男優賞
- ケビン・コスナー - メッセージ・イン・ア・ボトル
- ケヴィン・クライン - ワイルド・ワイルド・ウェスト
- アダム・サンドラー - ビッグ・ダディ
- アーノルド・シュワルツェネッガー - エンド・オブ・デイズ
- ロビン・ウィリアムズ - アンドリューNDR114、聖なる嘘つき/その名はジェイコブ

### 最低女優賞
- ヘザー・ドナヒュー - ブレア・ウィッチ・プロジェクト
- メラニー・グリフィス - クレイジー・イン・アラバマ
- ミラ・ジョヴォヴィッチ - ジャンヌ・ダルク
- シャロン・ストーン - グロリア
- キャサリン・ゼタ＝ジョーンズ - エントラップメント、ホーンティング

### 最低助演男優賞
- ジャー・ジャー・ビンクス[声：アーメド・ベスト] - スター・ウォーズ エピソード1/ファントム・メナス
- ケネス・ブラナー - ワイルド・ワイルド・ウェスト
- ガブリエル・バーン - エンド・オブ・デイズ、スティグマータ 聖痕
- ジェイク・ロイド - スター・ウォーズ エピソード1/ファントム・メナス
- ロブ・シュナイダー - ビッグ・ダディ

### 最低助演女優賞
- ソフィア・コッポラ - スター・ウォーズ エピソード1/ファントム・メナス
- サルマ・ハエック - ドグマ、ワイルド・ワイルド・ウェスト
- 売春婦を演じたケヴィン・クライン - ワイルド・ワイルド・ウェスト
- ジュリエット・ルイス - カーラの結婚宣言
- デニス・リチャーズ - 007 ワールド・イズ・ノット・イナフ

### 最低スクリーンカップル賞
- ピアース・ブロスナン & デニス・リチャーズ - 007 ワールド・イズ・ノット・イナフ
- ショーン・コネリー & キャサリン・ゼタ＝ジョーンズ - エントラップメント
- ケヴィン・クライン & ウィル・スミス - ワイルド・ワイルド・ウェスト
- ジェイク・ロイド & ナタリー・ポートマン - スター・ウォーズ エピソード1/ファントム・メナス
- リリ・テイラー & キャサリン・ゼタ＝ジョーンズ - ホーンティング

### 最低監督賞
- ヤン・デ・ボン - ホーンティング
- デニス・デューガン - ビッグ・ダディ
- ピーター・ハイアムズ - エンド・オブ・デイズ
- ジョージ・ルーカス - スター・ウォーズ エピソード1/ファントム・メナス
- バリー・ソネンフェルド - ワイルド・ワイルド・ウェスト

### 最低脚本賞
- ビッグ・ダディ - スティーブ・フランクス、ティム・ハーリヒ & アダム・サンドラー
- ホーンティング - デヴィッド・セルフ
- モッド・スクワッド - スティーヴン・ケイ、スコット・シルヴァー、ケイト・ラニエー
- スター・ウォーズ エピソード1/ファントム・メナス - ジョージ・ルーカス
- ワイルド・ワイルド・ウェスト - ジム・トーマス & ジョン・トーマス、S・S・ウイルソン & ブレント・マドック、ジェフリー・プライス & ピーター・S・シーマン

### 最低主題歌賞
- "Wild Wild West" - ワイルド・ワイルド・ウエスト

### 20世紀最低主演男優賞
- ケビン・コスナー - ポストマン、ロビン・フッド、ウォーターワールド、ワイアット・アープ等々
- プリンス - プリンス/グラフィティ・ブリッジ、プリンス/アンダー・ザ・チェリー・ムーン等々
- ウィリアム・シャトナー - スタートレック、スタートレックII、スタートレックIII、スタートレックIV、スタートレックV、スタートレック ジェネレーションズ等々
- ポーリー・ショア - バイオドーム、陪審員だよ、全員集合!、原始のマン等々
- シルヴェスター・スタローン - 彼が行った全ての事の99.5％に対して

### 20世紀最低主演女優賞
- エリザベス・バークレー - ショーガール
- ボー・デレク - ボレロ 愛欲の日々、ゴースト・ラブ、類猿人ターザン等々
- マドンナ - BODY/ボディ、上海サプライズ、フーズ・ザット・ガール等々
- ブルック・シールズ - 青い珊瑚礁、エンドレス・ラブ、サハラ、キャノンボール3 新しき挑戦者たち等々
- ピア・ザドラ - ロック・エイリアンの冒険、テリー・サバラスのフェイク・アウト、Butterfly、The Lonely Lady 等々

### 1990年代最低作品賞
- アラン・スミシー・フィルム - 1998年ラジー賞5冠
- ハドソン・ホーク - 1991年ラジー賞3冠
- ポストマン - 1997年ラジー賞5冠
- ショーガール - 1995年ラジー賞7冠
- 素顔のままで - 1996年ラジー賞6冠

### 1990年代最低新人俳優賞
- エリザベス・バークレー - ショーガール
- ジャー・ジャー・ビンクス[声：アーメド・ベスト] - スター・ウォーズ エピソード1/ファントム・メナス
- ソフィア・コッポラ - ゴッドファーザーPARTIII、スター・ウォーズ エピソード1/ファントム・メナス
- デニス・ロッドマン - ダブルチーム、サイモン・セズ
- ポーリー・ショア - バイオドーム、原始のマン、陪審員だよ、全員集合!